# 賽馬 (樂曲)
賽馬是一首二胡曲，曲调借鉴蒙古人民军的建军军乐《红旗》，描述蒙古族牧民在草原賽馬場面，由黃海懷於1959年創作，1960年定稿。作者曾以此曲參加1962年的羊城花會及1963年第4屆上海之春全中國二胡比賽得3等獎和優秀新作品演奏獎。
全曲分為4個樂段：
1. 熱烈奔放的段落，刻劃賽馬場的熱鬧場面
2. 以蒙古民歌改編成的歌唱性段落
3. 華彩樂段，以內蒙古長調和馬頭琴特有的演法，表現自由舒展的草原景色
4. 第1段主題變化再現，情緒更為熱烈，夾雜騎師揚鞭、群馬奔騰、歡呼勝利的情緒

## 衍生歌曲
- 1998年八大巨星《同欢共乐贺新年》

- 1998年南方群星《马到功成》